# Angiosperm Phylogeny Website

L'Angiosperm Phylogeny Website (APWebsite ou site APWeb) est un site important de recherche sur la classification phylogénétique des angiospermes mais aussi des conifères. 
Ce site web est hébergé par le site web du jardin botanique du Missouri (www.mobot.org).
Il a été créé et est mis à jour par Peter F. Stevens, chercheur au jardin botanique du Missouri et membre de l'Angiosperm Phylogeny Group.
Il fournit une classification basée sur la classification phylogénétique APG IV (2016), mais elle est mise à jour assez fréquemment par Peter F. Stevens.